# Andrea Centazzo
Andrea Centazzo (Udine, 23 marzo 1948) è un percussionista, compositore, produttore discografico e artista multimediale italiano naturalizzato statunitense.

## Carriera
Centazzo nacque ad Udine nel 1948. Negli anni Settanta iniziò la sua attività musicale, suonando come percussionista di jazz d'avanguardia con John Zorn, Steve Lacy e Don Cherry, e divenendo una «figura di spicco nelle avanguardie europee».
Dopo il 1986 si dedicò alla produzione video e alla composizione di opere teatrali, colonne sonore di film e composizioni orchestrali. Dal 1992 invece cominciò a vivere e lavorare a Los Angeles, venendo naturalizzato cittadino americano. Suonò anche con Albert Mangelsdorff, Alvin Curran, Anthony Coleman, Evan Parker, Fred Frith, Gianluigi Trovesi, Henry Kaiser, Sylvano Bussotti, Teo Jöergesmann, Tom Cora e Toshinori Kondo. Le sue composizioni vennero eseguite con l'American Youth Symphony, la L.A. Contemporary Orchestra, la Mitteleurope Orchestra e molti altri ensemble, e diresse e messo in scena le proprie composizioni per l'opera, oltre a rappresentazioni teatrali di altri autori statunitensi.
Centazzo creò anche progetti multimediali che fondono strumenti acustici, elettronici e video, come Mandala, Eternal Traveler, Einstein's Cosmic Messengers e  R-Evolution . Nelle più recenti esibizioni dal vivo ha dato concerti solistici multimediali, accompagnando i propri video.
Ha pubblicato oltre sessanta album e composto più di trecentocinquanta opere di vario tipo, oltre ad aver scritto otto saggi musicali.

## Innovazioni strumentali
Durante la sua carriera, Centazzo costruì un certo numero di strumenti a percussione, tra cui l'icebell, uno strumento a forma di ciotola realizzato con una lega di bronzo. Nel suo lavoro del 1980 Indian Tapes introdusse poi l'ogororo, il lokole, il tampang, il tubophone e la square bell, tutti ispirati agli strumenti dei nativi americani.

## Casa discografica ICTUS
Centazzo fondò la casa discografica ICTUS nel 1976 con la moglie Carla Lugli. La sua prima pubblicazione fu Clangs, dello stesso artista in collaborazione con Steve Lacy. Successivamente pubblicò alcuni dischi con Andrew Cyrille e Lol Coxhill, tra gli altri. L'etichetta venne liquidata dopo otto anni a causa di difficoltà finanziarie, venendo però riaperta nel 1995 e di nuovo nel 2006.

## Composizioni
Tra le opere teatrali multimediali più importanti di Centazzo figurano Tina (1996), The Soul in the Mist (2006), Moon in Winter (2011), The Heart of Wax (2012), e Tides of Gravity (2016), quest'ultima prodotta con LIGO, NASA e Caltech per divulgare la scoperta delle onde gravitazionali.

## Archivio
L'artista ha donato il suo archivio alla "Biblioteca delle Arti - Sezione di Musica e Spettacolo" dell'Università di Bologna in due fasi, nel 2009 e nel 2012. La documentazione, riguardante gli anni 1964-2021, è stata oggetto prima di catalogazione bibliotecaria e poi di inventariazione archivistica. Nel 2012 la biblioteca ha aperto il "Fondo Andrea Centazzo". Dal 2023 l'inventario è consultabile online.

## Discografia
| Anno | Titolo                                                          | Collaboratori                                                                                |
| ---- | --------------------------------------------------------------- | -------------------------------------------------------------------------------------------- |
| 2016 | Duets 7 (1977)                                                  | Evan Parker                                                                                  |
| 2015 | October Wind Vol. 2                                             | Steve Lacy, Kent Carter                                                                      |
| 2015 | October Wind Vol. 1                                             | Steve Lacy, Kent Carter                                                                      |
| 2013 | The Complete Recording Vol. 3 - Rituals                         | LaDonna Smith, Davey Williams                                                                |
| 2013 | Latecomers                                                      | Anthony Coleman, Steve Swell, Giancarlo Schiaffini                                           |
| 2013 | Stolen Moment                                                   | Marilyn Crispell                                                                             |
| 2013 | Derek Bailey Tribute Band                                       | Chris Cochran, Marco Cappelli, Anders Nilsson                                                |
| 2012 | In A Rainy Day                                                  | Roberto Ottaviano                                                                            |
| 2012 | Bridges                                                         | Akira Sakata, Kiyoto Fujiwara                                                                |
| 2012 | Lost In June                                                    | Steve Lacy, Kent Carter                                                                      |
| 2012 | The Complete Recording Vol. 2 - Halcyon Days                    | LaDonna Smith, Davey Williams                                                                |
| 2012 | Seven Giant Waves                                               |                                                                                              |
| 2012 | Ictus World Music Collection                                    |                                                                                              |
| 2012 | Mandala                                                         |                                                                                              |
| 2011 | Einstein's Cosmic Messengers Live                               |                                                                                              |
| 2011 | September Impressions                                           | Janel Leppin, Mike Sebastian, T.A. Zook                                                      |
| 2011 | Escape From 2012                                                | Don Preston                                                                                  |
| 2011 | Live In Concert At The Kennedy Center Washington DC             |                                                                                              |
| 2011 | Deep Space Adventure                                            |                                                                                              |
| 2011 | Snowplow                                                        | Elliott Sharp                                                                                |
| 2011 | Moon In Winter                                                  | Dave Ballou, Daniel Barbiero, Nobu Stowe, Achille Succi                                      |
| 2009 | Guitars                                                         |                                                                                              |
| 2008 | West Coast Trio                                                 |                                                                                              |
| 2007 | Double - The Complete Recording 1976 - 2007                     | Guido Mazzon                                                                                 |
| 2007 | The Warriors                                                    | Toshinori Kondo, Eugene Chadbourne                                                           |
| 2007 | Los Angeles Tapes                                               |                                                                                              |
| 2007 | The German Horse                                                | Eugene Chadbourne                                                                            |
| 2007 | After The Silence                                               | Giancarlo Cardini                                                                            |
| 2007 | Eternal Traveler                                                |                                                                                              |
| 2007 | Voyagers                                                        |                                                                                              |
| 2007 | The Soul In The Mist                                            | Perry Robinson, Nobu Stowe                                                                   |
| 2007 | Eternal Traveler                                                |                                                                                              |
| 2006 | Moot & Lid                                                      | Lol Coxhill, Giancarlo Schiaffini                                                            |
| 2006 | Double 1                                                        | Guido Mazzon                                                                                 |
| 2006 | With Love's Light Wings                                         |                                                                                              |
| 2006 | Henceforward                                                    |                                                                                              |
| 2006 | Double 2                                                        | Guido Mazzon                                                                                 |
| 2006 | A New Shock!!                                                   | Gianluigi Trovesi                                                                            |
| 2006 | Fragments 2                                                     |                                                                                              |
| 2006 | Fragments 1                                                     |                                                                                              |
| 2006 | Koans: Volume One                                               | Pierre Favre                                                                                 |
| 2006 | Mandala                                                         |                                                                                              |
| 2006 | The Heart Of Wax                                                |                                                                                              |
| 2006 | World Percussion Christmas                                      |                                                                                              |
| 2006 | The Shadow And The Silence                                      |                                                                                              |
| 2006 | Chamber Music                                                   |                                                                                              |
| 2006 | Koans: Volume Three                                             | David Moss, Steve Hubback, Jeffrey Daniel Jensen, Pere Oliver Jørgens, Brake Drum Percussion |
| 2006 | Midnight All Day                                                |                                                                                              |
| 2006 | Departed Angels                                                 |                                                                                              |
| 2006 | South                                                           |                                                                                              |
| 2006 | Koans: Volume Two                                               | David Moss, Alex Cline                                                                       |
| 2006 | Sacred Shadows                                                  |                                                                                              |
| 2006 | Darkly Again                                                    | Lol Coxhill, Franz Koglmann                                                                  |
| 2006 | Speed The Plow                                                  |                                                                                              |
| 2006 | Infinity Squared                                                | Henry Kaiser                                                                                 |
| 2006 | Thirty Years From Monday                                        |                                                                                              |
| 2006 | In Real Time                                                    |                                                                                              |
| 2006 | Darkly                                                          | Lol Coxhill, Franz Koglmann                                                                  |
| 2006 | The Recollection                                                |                                                                                              |
| 2006 | Early Music 1972-1973                                           |                                                                                              |
| 2006 | Tao                                                             | Steve Lacy                                                                                   |
| 2006 | Spaces                                                          |                                                                                              |
| 2006 | Songs And Thoughts                                              |                                                                                              |
| 2006 | Early Music 1970-1975                                           |                                                                                              |
| 2001 | Piano Music                                                     |                                                                                              |
| 2001 | Il Cuore Di Cera                                                |                                                                                              |
| 2000 | Situations                                                      | Lol Coxhill, Franz Koglmann, Giancarlo Schiaffini                                            |
| 1998 | Real Time Two                                                   | Alvin Curran, Evan Parker                                                                    |
| 1997 | The Secret Of Joy                                               |                                                                                              |
| 1996 | Highlights From Tina                                            |                                                                                              |
| 1996 | USA Concerts West                                               | John Carter, Vinny Golia, Greg Goodman                                                       |
| 1994 | A Bosnian Requiem                                               |                                                                                              |
| 1994 | Film Soundtrack - N. 3                                          |                                                                                              |
| 1993 | Sea                                                             |                                                                                              |
| 1993 | Sea Land People Seasons                                         |                                                                                              |
| 1993 | Seasons                                                         |                                                                                              |
| 1993 | Land                                                            |                                                                                              |
| 1993 | People                                                          |                                                                                              |
| 1992 | Living Pictures                                                 |                                                                                              |
| 1991 | Theatres                                                        |                                                                                              |
| 1990 | Cetacea - L'Odissea Dei Suoni Perduti                           |                                                                                              |
| 1989 | Il presente prossimo venturo                                    |                                                                                              |
| 1989 | Visions                                                         |                                                                                              |
| 1989 | Omaggio A Pier Paolo Pasolini                                   |                                                                                              |
| 1987 | Jacques E Il Suo Padrone                                        | Milan Kundera                                                                                |
| 1985 | Tiare                                                           |                                                                                              |
| 1985 | L'Altro Lato                                                    | Carlo Actis Dato, Furio Chirico, Luigi Venegoni                                              |
| 1984 | Shock!!                                                         | Gianluigi Trovesi                                                                            |
| 1983 | Cjant - Concerto Per Piccola Orchestra                          |                                                                                              |
| 1982 | Solo De La Passion Selon Sade                                   | Sylvano Bussotti                                                                             |
| 1981 | Percussion Interchanges                                         | David Moss, Alex Cline, Creative Music Studio                                                |
| 1980 | Indian Tapes                                                    |                                                                                              |
| 1979 | Environment For Sextet                                          | John Zorn, Eugene Chadbourne, Tom Cora, Toshinori Kondo, Polly Bradfield                     |
| 1979 | Protocol                                                        | Henry Kaiser, Toshinori Kondo                                                                |
| 1979 | The Bay                                                         | Rova Saxophone Quartet                                                                       |
| 1979 | Velocities                                                      | LaDonna Smith, Davey Williams                                                                |
| 1979 | Moot                                                            | Lol Coxhill, Giancarlo Schiaffini                                                            |
| 1978 | Dec 29 1978 Udine                                               | Eugene Chadbourne                                                                            |
| 1978 | U.S.A. Concerts                                                 |                                                                                              |
| 1978 | Real Time                                                       | Alvin Curran, Evan Parker                                                                    |
| 1977 | Dialogues                                                       | Pierre Favre                                                                                 |
| 1977 | Trio Live                                                       | Steve Lacy, Kent Carter                                                                      |
| 1977 | Drops                                                           | Derek Bailey                                                                                 |
| 1977 | Ratsorock                                                       | Paolo Bordini, Franco Feruglio                                                               |
| 1976 | Duetti                                                          | Guido Mazzon                                                                                 |
| 1976 | Clangs                                                          | Steve Lacy                                                                                   |
| 1976 | FM Frequenze Modulate (Le Nuove Tendenze Della Musica Italiana) | Mario Guarnera, Roberto Cacciapaglia, Guido Mazzon, Gaetano Liguori, Luigi Grechi            |
| 1976 | Freedom Out !                                                   | Gunter Hampel, Frederic Rabold, Bruno Tommaso, Martin Bues, Thomas Keyserling                |
| 1976 | Solos 6/5/76                                                    |                                                                                              |
| 1975 | Fragmentos                                                      |                                                                                              |
| 1974 | Ictus                                                           |                                                                                              |

## Filmografia
- 1986 Romance
- 1992 Obiettivo indiscreto
- 1995 Shadow of a Kiss (film TV)
- 1995 Star Struck
- 1999 I Karaoke (cortometraggio)
- 2001 The Circle (cortometraggio)
- 2009 La Corsa (cortometraggio)
- 2009 Mei Mei (cortometraggio)
- 2009 Toto Forever (cortometraggio)
- 2010 Desire Street
- 2013 Ni Jing: Thou Shalt Not Steal
- 2015 Floating Melon
- 2016 Advent

## Opere letterarie
- Andrea Centazzo, Guida agli strumenti a percussione: storia e uso, Il formichiere, 1979.
- Andrea Centazzo, Strumenti per fare musica, Gammalibri, 1982.
- Andrea Centazzo, La batteria: stili, protagonisti e tecniche, F. Muzzio, 1982, ISBN 978-88-7021-198-6.
- Andrea Centazzo, Smart drumming: metodo per batteria, Nuovo Carisch, 1995, ISBN 978-88-7207-143-4.